# Heinrich Kurz (Bischof)
Heinrich Kurz († 21. Juli 1557 in Passau) war Titularbischof von Chrysopolis und Weihbischof in Passau.

## Leben
Der gebürtige Regensburger Heinrich Kurz war von 1523 bis 1528 Offizial und Generalvikar des Bischofs von Passau für das Land unter der Enns. Am 14. März 1526 wurde er als Nachfolger des verstorbenen Bernhard Meurl zum Bischof von Chrysopolis und Weihbischof in Passau ernannt und zugleich Propst des Kollegiatstiftes St. Salvator in Passau-Ilzstadt. Von 1530 bis 1541 war er Pfarrer in Tulln, Niederösterreich. 1537 nahm er als Vertreter des Administrators Ernst von Bayern an der Mühldorfer Konferenz der Salzburger Kirchenprovinz teil (Mühldorf am Inn, 10. bis 15. Januar 1537). Bischof Kurz unterstützte den Plan eines allgemeinen Konzils, forderte aber wie viele andere Teilnehmer auch, dass vorher eine Provinzialsynode einberufen werde, zu  der auch die Vertreter der weltlichen Fürsten eingeladen werden sollten. Diese wurde am 15. Mai 1537 in Salzburg eröffnet. Auch dort vertrat Kurz das Bistum Passau.
Von 1549 bis 1551 amtierte Kurz als Offizial und Generalvikar des Bischofs von Passau für das Land ob der Enns. In seinen letzten Lebensjahren leitete er in Vertretung des erkrankten Bischofs Wolfgang von Closen die Diözese Passau. Er starb 1557 in Passau und wurde in der Andreaskapelle des Domkreuzgangs beigesetzt. Seine über 600 Bände umfassende Bibliothek hatte er der Universität Ingolstadt vermacht.